# Třebosice

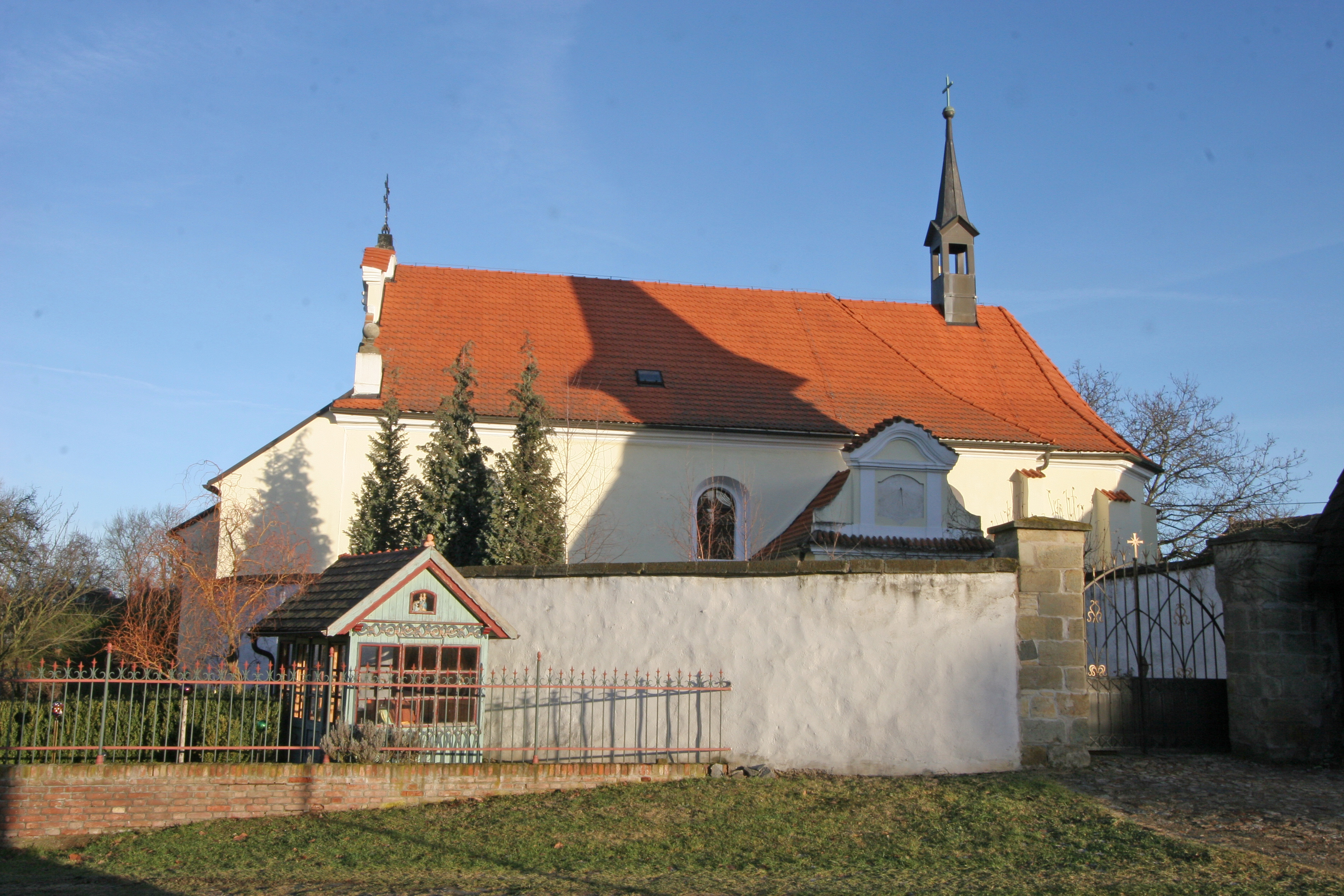
Kreuzerhöhungskirche

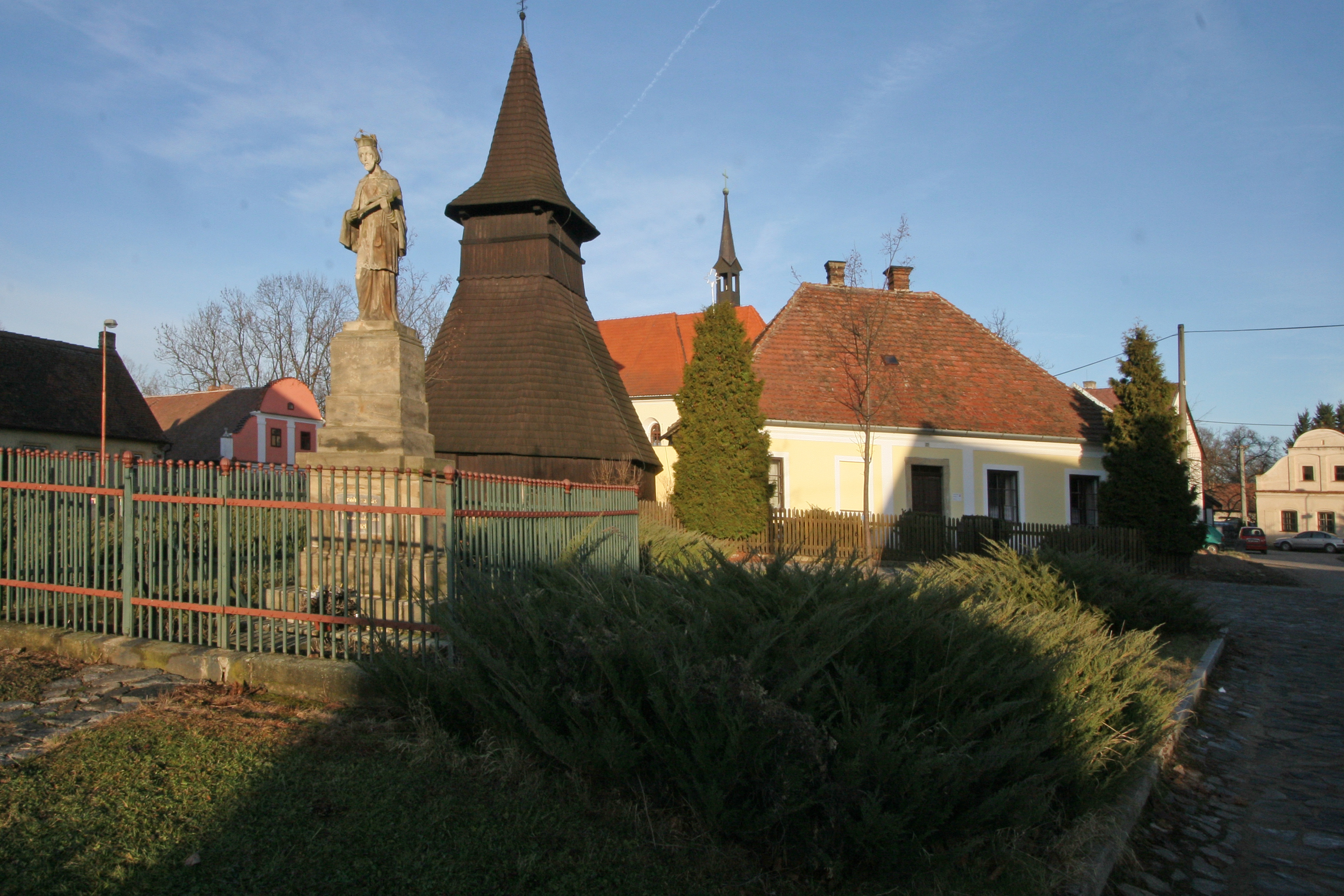
Glockenturm und Statue des hl. Johannes von Nepomuk

Třebosice (deutsch Trebositz) ist eine Gemeinde in Tschechien. Sie liegt sechs Kilometer südwestlich des Stadtzentrums von Pardubice an deren Stadtgrenze und gehört zum Okres Pardubice.

## Geographie
Třebosice befindet sich rechtsseitig des Baches Bylanka auf der Heřmanoměstecká tabule (Hermannstädtler Tafel). Auf dem nördlichen Teil der Gemarkung liegt der Flughafen Pardubice. 
Nachbarorte sind Popkovice und Svítkov im Norden, Nové Jesenčany im Nordosten, Staré Jesenčany im Osten, Blato, Medlešice und Dřenice im Südosten, Třibřichy, Bylany und Rozhovice im Süden, Dubany im Südwesten, Barchov im Westen sowie Starý Mateřov im Nordwesten.

## Geschichte
Archäologische Funde belegen eine Besiedlung der Gegend seit der Jungsteinzeit; als bedeutendstes Fundstück gilt eine 6000 Jahre alte Miniaturplastik eines Ziegenkopfes aus Keramik, die der Lengyel-Kultur zuzuordnen ist.
Die erste schriftliche Erwähnung von Třebosic erfolgte im Jahre 1316. Die Kirche lässt sich seit 1375 in den Konfirmationsbüchern nachweisen. Das Dorf war im 14. und 15. Jahrhundert Sitz der Vladiken von Třebosice. Erster nachweislicher Angehöriger dieses Geschlechts war Man von Třebosice, der 1410 im Zuge eines Streits zwischen Boček von Podiebrad und Jan von Zdechovice erwähnt wurde. Ab 1484 besaß die Witwe Adlička von Třebosice das Gut. Nach ihrem Tod sollte Čéč von Nemyšleves das Gut erhalten; doch auch Martin Holec von Nemošice machte Ansprüche geltend. König Ladislaus Jagiello sprach Třebosice 1496 Martin Holec zu. 1503 erwarb Jindřich von Duban auf Dubany das Gut Třebosice und vereinigte beide Güter. Nachfolgende Besitzer des Gutes waren die Brüder Burian und Zikmund Anděl von Ronovec auf Morašice, die 1538 gemeinschaftlich die Herrschaft Heřmanův Městec kauften. 1542 teilten sie den Besitz; Burian erhielt Morašice; Heřmanův Městec sowie Třebosice fielen Zikmund Anděl von Ronovec zu. Im selben Jahr überschrieb Zikmund Anděl seiner Frau eine Widerlage von 750 Groschen auf dem Gut Třebosice. Unterhalb des unteren Třebosicer Teiches ließ Zikmund Anděl von Ronovec einen neuen großen Teich anlegen; als Ausgleich für dadurch überflutete Jesnitschaner Fluren musste er die betroffenen Grundbesitzer mit anderem Land bei Jesnitschan entschädigen. Zikmund Anděl von Ronovec verlor 1547 wegen Beteiligung am Ständeaufstand gegen die Habsburger seine Güter. König Ferdinand I. schlug das konfiszierte Gut Třebosice 1563 der Kammerherrschaft Pardubitz zu. Die Pfarrei Třebosice erlosch während des Dreißigjährigen Krieges, die Kirche wurde zur Filiale der Pardubitzer Dekanalkirche. 1787 wurde auf Kosten des Religionsfonds eine Lokalie in Třebosice gestiftet.
Im Jahre 1835 bestand das im Chrudimer Kreis gelegene Dorf Třebositz aus 24 Häusern, in denen 148 Personen lebten. Unter dem Patronat des Religionsfonds standen die Lokalkirche zur hl. Kreuzerhöhung und das Lokalistenhaus; unter dem kaiserlichen Patronat die Schule. Außerdem gab es im Ort eine dreigängige Mühle. Westlich des Dorfes lagen die Teiche Kameneg, Sedlaček und Paschek. Třebositz war Pfarrort für Groß Jesnitschan, Mateřow, Popkowitz, Dřenitz und Duban sowie 9 Häuser von Blatto. Bis zur Mitte des 19. Jahrhunderts blieb Třebositz der k.k. Kameralherrschaft Pardubitz untertänig.
Nach der Aufhebung der Patrimonialherrschaften bildete Třebosice ab 1849 eine Gemeinde im Gerichtsbezirk Pardubitz. Ab 1868 gehörte die Gemeinde zum Bezirk Pardubitz. In der zweiten Hälfte des 19. Jahrhunderts erfolgte die Trockenlegung der Teiche. 1879 wurde ein neues Schulhaus errichtet. Während der Ersten Republik wurde südlich von Popkovice der Militärflugplatz Pardubice angelegt. 1949 wurde Třebosice dem Okres Pardubice-okolí zugeordnet. Dieser wurde im Zuge der Gebietsreform von 1960 aufgehoben, seitdem gehört das Dorf wieder zum Okres Pardubice. 1964 erfolgte die Eingemeindung nach Starý Mateřov. Seit dem 24. November 1990 besteht die Gemeinde Třebosice wieder. Die Mühle brannte 2009 nieder. Seit 2015 führt die Gemeinde ein Wappen und Banner; es zeigt den neolithischen Ziegenkopf. Seit 2015 befindet sich im Schulhaus die Montessorischule „Na rovině“, die zuvor in Lázně Bohdaneč unterrichtete.

## Gemeindegliederung
Für die Gemeinde Třebosice sind keine Ortsteile ausgewiesen. 

## Sehenswürdigkeiten
- Kreuzerhöhungskirche, der ursprüngliche romanische Bau wurde später gotisch umgestaltet und erweitert.
- Barocker hölzerner Glockenturm, südlich der Kirche. Die älteste der drei Glocken stammt von 1464 und wurde der Kirche durch Wilhelm von Duban gestiftet. Die große und kleine Glocke stammen von 1611, die Inschrift der großen Glocke lautet Jan Nason Landskronsky Farař Třebosicky.
- Statue des hl. Johannes von Nepomuk
- Steinernes Kreuz unter zwei mächtigen Linden, an der Straße nach Staré Jesenčany.
- Park an der Mühle